# Liste des épisodes de Spy × Family
Cette page recense la liste des épisodes de l'anime Spy × Family.

## Générique
Official Hige Dandism interprète le premier opening de la saison 1 intitulé Mixed Nuts (ミックスナッツ, Mikkusu Natsu), tandis que Gen Hoshino interprète son premier ending intitulé Kigeki (喜劇). Le second opening de la série intitulé Souvenir est interprété par le groupe Bump of Chicken, tandis que son second ending intitulé Shikisai (色彩) est interprété par Yama,.
Ado interprète l'opening de la saison 2 intitulé Kurakura (クラクラ), tandis que Vaundy interprète l'ending intitulé Todome no Ichigeki (トドメの一撃) avec la participation de Cory Wong.
| Spy × Family (スパイファミリー) | Spy × Family (スパイファミリー) | Spy × Family (スパイファミリー)            | Spy × Family (スパイファミリー)           | Spy × Family (スパイファミリー) | Spy × Family (スパイファミリー)   | Spy × Family (スパイファミリー)    |
| Saison                          | Début                           | Début                                      | Début                                     | Fin                             | Fin                               | Fin                                |
| Saison                          | Épisodes                        | Titre                                      | Artiste                                   | Épisodes                        | Titre                             | Artiste                            |
| ------------------------------- | ------------------------------- | ------------------------------------------ | ----------------------------------------- | ------------------------------- | --------------------------------- | ---------------------------------- |
| 1                               | 1-12                            | Mixed Nuts (ミックスナッツ, Mikkusu Natsu) | Official Hige Dandism (Official 髭 男dis) | 1-12                            | Kigeki (喜劇)                     | Gen Hoshino (星野 源, Hoshino Gen) |
| 1                               | 13-24                           | Souvenir                                   | Bump of Chicken (バンプ・オブ・チキン)    | 13-24                           | Shikisai (色彩)                   | Yama                               |
| 2                               | 1-12                            | Kurakura (クラクラ)                        | Ado                                       | 1-12                            | Todome no Ichigeki (トドメの一撃) | Vaundy Cory Wong                   |

## Liste des épisodes

### Saison 1
| No | Titre français                                                              | Titre japonais                                        | Titre japonais                                         | Date de diffusion (VOSTFR) | Date de diffusion (VF) |
| No | Titre français                                                              | Kanji                                                 | Rōmaji                                                 | Date de diffusion (VOSTFR) | Date de diffusion (VF) |
| Partie 1 | Partie 1                                                                    | Partie 1                                              | Partie 1                                               | Partie 1                   | Partie 1               |
| --- | --------------------------------------------------------------------------- | ----------------------------------------------------- | ------------------------------------------------------ | -------------------------- | ---------------------- |
| 1 | Mission 01 - L'opération « Strix »                                          | オペレーション〈梟〉                                  | Operēshon〈Sutorikusu〉                                | 9 avril 2022               | 16 avril 2022          |
| [Tome 1 - Chapitre 1] - Afin d'apaiser les tensions entre les nations Westalis et Ostanie, l'agence de renseignement de Westalis (WISE) charge l'agent « Twilight » de fonder une famille à Ostanie afin de se rapprocher de Donovan Desmond, chef du Parti de l'unité nationale d'Ostanie. Pour ce faire, il doit inscrire son « enfant » à l'école Eden, où il pourra approcher Donovan en toute sécurité lors d'un événement. Twilight, sous l'identité de Loid Forger, adopte Anya, qui possède secrètement des capacités télépathiques. Quand Loid s’absente, la fillette révèle accidentellement leur emplacement en envoyant une transmission à Edgar, un ministre d'Ostanie, et est kidnappée. Loid la sauve et force Edgar à se retirer. Après avoir réussi la première étape de l'examen d'admission de l'école, ils sont tous deux informés que la deuxième étape est un entretien formel en présence des deux parents.                        |                                                                             |                                                       |                                                        |                            |                        |
| 2 | Mission 02 - Trouver quelqu'un pour jouer la mère                           | 妻役を確保せよ                                        | Tsuma-yaku o kakuho seyo                               | 16 avril 2022              | 23 avril 2022          |
| [Tome 1 - Chapitre 2] - Yor Briar, employée à la mairie nationale de Berlint, est mise à l'écart par ses collègues parce qu'elle est célibataire. Elle craint que cette exclusion puisse mettre en danger son travail secret d'assassin si elle se retrouve soupçonnée d'être une espionne. Dans un atelier de couture, Loid et Yor se rencontrent et conviennent de former un couple pour leur objectif respectif. Cependant, la nuit où Loid est censé assister à une fête avec Yor, une mission d'espionnage le fait arriver en retard et il se présente accidentellement comme son mari. Après leur départ, ils sont rattrapés par les poursuivants de sa mission précédente. Yor, réalisant à quel point leur partenariat est bénéfique pour son travail d'assassin, demande s'ils peuvent continuer à prétendre qu'ils sont mariés. Loid est d'accord, utilisant une goupille de grenade comme anneau tout en prononçant leurs vœux de fiançailles. |                                                                             |                                                       |                                                        |                            |                        |
| 3 | Mission 03 - Préparer l'entretien                                           | 受験対策をせよ                                        | Juken taisaku o seyo                                   | 23 avril 2022              | 30 avril 2022          |
| [Tome 1 - Chapitre 3] - Désormais légalement marié, Yor emménage avec Loid et Anya. Parce qu'Anya et Yor échouent à une simulation de l'entretien d’admission à l’école, Loid organise une sortie en famille pour participer à diverses activités culturelles pour leur donner une meilleure idée de ce qu'est la vie de famille d’une classe supérieure. Lorsqu'il perd confiance dans le succès de sa mission, Yor emmène la famille dans un parc pour se détendre. Là, la famille voit un voleur voler une vieille femme. Après que Loid, avec l'aide de Yor et Anya, l'ait appréhendé, la vieille femme constate que les Forgers forment une merveilleuse famille. Cette nuit-là, Loid mène une autre simulation d'entretien avec de meilleurs résultats et se rassure que s'ils parviennent à faire croire à la vieille femme qu'ils forment une famille, alors la mission peut encore avoir une chance de réussir.                                  |                                                                             |                                                       |                                                        |                            |                        |
| 4 | Mission 04 - L'entretien à l'école de prestige                              | 名門校面接試験                                        | Meimonkō mensetsu shiken                               | 30 avril 2022              | 7 mai 2022             |
| [Tome 1 - Chapitres 4-5] - Alors que les Forgers arrivent à l'école d’Eden pour l'entretien d’admission, ils impressionnent un des enseignants, Henry Henderson, alors qu'ils doivent surmonter plusieurs épreuves informelles notamment en arrêtant une évasion accidentelle des animaux de la ferme de l'école. Lors de l'entretien avec différents enseignants, ils donnent des réponses satisfaisantes, mais Murdoch Swan, divorcé, essaie délibérément de les piéger en allant jusqu’à faire pleurer Anya en mentionnant sa vraie mère. Devant ce spectacle, Loid met fin à l'entretien. Après le départ des Forgers, Henderson frappe Swan pour défendre les Forgers. À la maison, Loid est certain qu'ils ont échoué à l'entretien mais avec les encouragements de Yor et Anya, décide d’attendre les résultats. |                                                                             |                                                       |                                                        |                            |                        |
| 5 | Mission 05 - Le résultat de l'entretien                                     | 合否の行方                                            | Gōhi no yukue                                          | 7 mai 2022                 | 14 mai 2022            |
| [Tome 2 - Chapitre 6] - Malgré l'échec de l'entretien, Anya est la première sur la liste d'attente grâce à l'intervention d'Henderson. Finalement, trois jours plus tard, son admission à l’école est annoncée. Alors qu’ils célèbrent l'acceptation d'Anya avec Franky, ce dernier, ivre, incite Anya à demander à Loid de reconstituer une scène de sauvetage de son dessin animé préféré, ‘’Spy Wars’’, en guise de récompense. Pour satisfaire ses demandes, Loid utilise les ressources de WISE pour louer un château et recrute ses collègues agents dans cette reconstitution. Après avoir traversé différents obstacles et s'être battu avec Yor qui est ivre également, Loid "sauve" Anya. Cette dernière promet de faire de son mieux à l'école pour le bien de Loid. |                                                                             |                                                       |                                                        |                            |                        |
| 6 | Mission 06 - L'opération ami-ami                                            | ナカヨシ作戦                                          | Nakayoshi sakusen                                      | 14 mai 2022                | 21 mai 2022            |
| [Tome 2 - Chapitres 7-8] - La deuxième phase de l'opération « Strix » de WISE consiste à faire d'Anya une élève érudite pour infiltrer la réunion des parents d’élèves pour atteindre Donovan. Pour ce faire, Anya doit gagner huit étoiles Stella, tout en évitant de recevoir huit Tonitos, ce qui équivaut à une expulsion. En faisant ses courses, Yor sauve Anya d’un kidnapping et accepte de lui apprendre l'auto-défense. Le jour du premier jour d’école, Loid s'arrange secrètement pour qu'Anya soit dans la même classe que Damian Desmond, le deuxième fils de Donovan car il possède un plan B qui consiste qu’Anya se lie d'amitié avec lui. Cependant, pendant cette première journée scolaire, l'intimidation constante de Damian envers Anya amène cette dernière à le frapper. Cela vaut à Anya un Tonito et met à mal sa relation avec Damian mettant en péril le second plan de Loid dès le départ.                                  |                                                                             |                                                       |                                                        |                            |                        |
| 7 | Mission 07 - Le second fils de la cible                                     | 標的の次男                                            | Tāgetto no jinan                                       | 21 mai 2022                | 28 mai 2022            |
| [Tome 2 - Chapitres 9-10] - Loid fait continuellement pression sur Anya pour qu'elle s'excuse auprès de Damian, malgré le fait que sa nouvelle amie, Becky Blackbell, la décourage. Alors que Loid fait en sorte que Becky soit absente pour donner une opportunité à Anya de s’excuser, cette dernière va pouvoir s’exécuter mais Damian, se rendant compte qu'il commence à développer des sentiments pour elle, rejette ses excuses par embarras. Croyant que son deuxième plan a échoué, Loid force Anya à étudier pour pouvoir réussir son plan initial, ce qui la submerge. Yor fait réaliser à Loid qu'il donne trop de pression à Anya. Loid remarque qu'elle s'est endormie pendant ses études. Et alors qu’il se demande ce que font les autres familles, Yuri Briar, le frère de Yor, apprend le mariage de sa sœur. |                                                                             |                                                       |                                                        |                            |                        |
| 8 | Mission 08 - Le subterfuge pour tromper la police secrète                   | 対秘密警察偽装作戦                                    | Taihimitsu keisatsu gisō sakusen                       | 28 mai 2022                | 4 juin 2022            |
| [Tomes 2 (fin) et 3 - Chapitres 11-12] - Le lendemain soir, Yuri, qui travaille secrètement pour la police secrète de l'État d'Ostania (SSS), rend visite à Yor après avoir été informé de son mariage. Yuri, qui est très attaché à Yor et a du mal à accepter leur union, bombarde Loid de questions dans l'espoir de démasquer de réels intentions autre que l’amour qu’il pourrait porter à Yor. Réalisant que Yuri utilise un modèle de conversation de la police secrète d'Ostania, Loid en déduit qu'il est membre du SSS. Alors que Yuri est en état d'ébriété, il demande au couple de s'embrasser devant lui après s’être rendu compte qu’ils sont mal à l'aise quand ils se touchent les mains et menace d'annuler leur mariage s'ils ne le font pas. |                                                                             |                                                       |                                                        |                            |                        |
| 9 | Mission 09 - Prouver que l'on est fous amoureux                             | ラブラブを見せつけよ                                  | Rabu rabu o misetsukeyo                                | 4 juin 2022                | 11 juin 2022           |
| [Tome 3 - Chapitres 13-14] - Yuri tente d'arrêter le baisé entre Yor et Loid et reçoit accidentellement une gifle de Yor qui est ivre et embarrassée. En fin de compte, Yuri refuse d'accepter le mariage, tout en reconnaissant la bonne nature de Loid. Ce dernier commence à soupçonner Yor d'avoir des liens avec le SSS, tandis que Yor n'est pas sûre d’être au niveau en tant qu'épouse. Le lendemain, Loid décide de surveiller Yor en se déguisant avec Franky en agents du SSS pour lui soutirer des informations, mais elle dissipe définitivement leurs doutes. Loid rencontre plus tard Yor sur le chemin du retour et lui conseille de rester fidèle à elle-même sans se soucier de sa façade en tant qu’épouse. Cette dernière, soulagée, exprime alors son bonheur et son appréciation d'être la partenaire de Loid. |                                                                             |                                                       |                                                        |                            |                        |
| 10 | Mission 10 - L'opération spéciale ballon prisonnier                         | ドッジボール大作戦                                    | Dojjibōru daisakusen                                   | 11 juin 2022               | 25 juin 2022           |
| [Tome 3 - Chapitre 15] - Anya et Damian entendent tous deux une rumeur selon laquelle une étoile Stella serait donnée au meilleur joueur du prochain tournoi de balle au prisonnier. Le jour du tournoi, la classe d'Anya et Damian affronte le talentueux Bill Watkins, qui élimine tout le monde sauf eux. Damian sacrifie sa chance de gagner une Stella Star pour protéger Anya. En tant que dernière joueuse debout, Anya utilise son entraînement qu’elle avait faite avec Yor pour effectuer le dernier lancer mais échoue,. En fin de compte, la rumeur s'avère fausse, alors que la relation entre Anya et Damian ne voit que peu d'amélioration. |                                                                             |                                                       |                                                        |                            |                        |
| 11 | Mission 11 - La stella                                                      | 〈星〉                                                | <Sutera>                                               | 18 juin 2022               | 2 juillet 2022         |
| [Tome 3 (fin) - Chapitres 16-17] - Loid emmène Anya dans son lieu de travail, l’hôpital, pour l’apprendre le service communautaire dans l'espoir de gagner des étoiles Stella . Cependant, sa mauvaise performance met le personnel en colère qui demande qu’elle parte. Par hasard, Anya détecte les pensées d'un patient qui se noie et se précipite pour le sauver, ce qui lui vaut finalement sa première étoile Stella. À l'école Eden, ses camarades de classe répandent de fausses rumeurs sur ses actes, même si Damian défend publiquement son intégrité. En écoutant Becky et en envisageant de se rapprocher de Damian, Anya demande un chien à ses parents, ce qu'ils acceptent. Ailleurs, un chien blanc génétiquement modifié , visualise soudainement les Forgers dans son esprit. |                                                                             |                                                       |                                                        |                            |                        |
| 12 | Mission 12 - Le parc aux manchots                                           | ペンギンパーク                                        | Pengin pāku                                            | 25 juin 2022               | 9 juillet 2022         |
| [Tome 2 - Chapitre EXTRA MISSION:1 et Tome 4 - Chapitre EXTRA MISSION:1] - Loid emmène Anya et Yor à l'aquarium de Berlin pour convaincre ses voisins qu'ils forment une famille normale et heureuse. Cependant, pendant son séjour, il est obligé d'entreprendre une autre mission consistant à récupérer un microfilm contenant des plans d'armes chimiques qui passe clandestinement par un manchot. Anya aide secrètement Loid à localiser le manchot porteur du microfilm et incite Yor à appréhender le destinataire. Après avoir récupérer avec succès le microfilm et par la même occasion apaiser ses voisins, Loid donne à Anya une peluche représentant un manchot. Quelque temps plus tard, à la maison, Anya joue une mission d'espionnage avec ses jouets. Après que Loid et Yor l'aient réprimandée pour avoir tenté d'entrer dans leur chambre, ils sont obligés de jouer le jeu pour lui remonter le moral.                              |                                                                             |                                                       |                                                        |                            |                        |
| Partie 2 |                                                                             |                                                       |                                                        |                            |                        |
| 13 | Mission 13 - Le projet Apple                                                | 爆弾テロを阻止せよ                                    | Bakudan tero o soshi seyo                              | 1er octobre 2022           | 19 septembre 2023      |
| [Tome 4 - Chapitres 18-19] |                                                                             |                                                       |                                                        |                            |                        |
| 14 | Mission 14 - Désarmer la bombe à retardement                                | 時限爆弾を解除せよ                                    | Jigen bakudan o kaijo seyo                             | 8 octobre 2022             | 19 septembre 2023      |
| [Tome 4 - Chapitres 20-21] |                                                                             |                                                       |                                                        |                            |                        |
| 15 | Mission 15 - Une nouvelle famille                                           | 新しい家族                                            | Atarashii kazoku                                       | 15 octobre 2022            | 19 septembre 2023      |
| [Tome 4 (fin) - Chapitres 22-23] |                                                                             |                                                       |                                                        |                            |                        |
| 16 | Mission 16 - Terreur en cuisine La tactique de séduction                    | ヨル's キッチン 情報屋の恋愛大作戦                    | Yoruzu kitchin Jōhō-ya no ren'ai dai sakusen           | 22 octobre 2022            | 19 septembre 2023      |
| [Tome 5 - Chapitre 24 et Tome 4 - Chapitre EXTRA MISSION:2] |                                                                             |                                                       |                                                        |                            |                        |
| 17 | Mission 17 - L'opération Griffou La dame de fer L'omelette au riz           | ぐりほんさくせんを決行せよ 〈鋼鉄の淑女〉 オムライス♡ | Gurihon sakusen o kekkō seyo Furumetaru redi Omuraisu♡ | 29 octobre 2022            | 19 septembre 2023      |
| [Tome 5 - Chapitre 25 et Tome 7 - Chapitre EXTRA MISSION:5] |                                                                             |                                                       |                                                        |                            |                        |
| 18 | Mission 18 - Cours particuliers Daybreak                                    | 家庭教師の叔父 〈東雲〉                               | Kateikyōshi no oji <Shinonome>                         | 5 novembre 2022            | 19 septembre 2023      |
| [Tome 5 - Chapitres 26-27] |                                                                             |                                                       |                                                        |                            |                        |
| 19 | Mission 19 - Le plan pour se venger de Desmond La mère rapide comme le vent | デズモンドへの復讐計画 母、風になる                   | Dezumondo e no fukushū keikaku Haha, kaze ni naru      | 12 novembre 2022           | 19 septembre 2023      |
| [Tome 5 - Chapitre 28 + Filler] |                                                                             |                                                       |                                                        |                            |                        |
| 20 | Mission 20 - L'inspection de la clinique Le déchiffrage du message codé     | 総合病院を調査せよ 難解な暗号を解読せよ               | Sōgō byōin o chōsa seyo Nankai na angō o kaidoku seyo  | 19 novembre 2022           | 19 septembre 2023      |
| [Tome 5 - Chapitre 29 + Filler] |                                                                             |                                                       |                                                        |                            |                        |
| 21 | Mission 21 - Nocturna Le premier sentiment de jalousie                      | 〈夜帷〉 はじめての嫉妬                               | <Tobari> Hajimete no shitto                            | 26 novembre 2022           | 19 septembre 2023      |
| [Tome 5 (fin) - Chapitre 30 et Chapitre EXTRA MISSION:3] |                                                                             |                                                       |                                                        |                            |                        |
| 22 | Mission 22 - Campbelldon, le tournoi de tennis clandestin                   | 地下テニス大会 キャンベルトン                         | Chika tenisu taikai Kyanberuton                        | 3 décembre 2022            | 19 septembre 2023      |
| [Tome 6 - Chapitres 31 + 32] |                                                                             |                                                       |                                                        |                            |                        |
| 23 | Mission 23 - Une constance inébranlable                                     | 揺るがぬ軌道                                          | Yuruganu kidō                                          | 10 décembre 2022           | 19 septembre 2023      |
| [Tome 6 - Chapitres 33 + 34] |                                                                             |                                                       |                                                        |                            |                        |
| 24 | Mission 24 - À la fois mère et épouse Shopping entre copines                | 母役と妻役 ともだちとかいもの                         | Haha-yaku to tsuma-yaku Tomodachi to kaimono           | 17 décembre 2022           | 19 septembre 2023      |
| [Tome 6 - Chapitres 35 + 36] |                                                                             |                                                       |                                                        |                            |                        |
| 25 | Mission 25 - Première approche                                              | 〈接敵作戦〉                                          | Fāsuto kontakuto                                       | 24 décembre 2022           | 19 septembre 2023      |
| [Tome 6 (fin) - Chapitres 37 + Tome 7 - Chapitre 38] |                                                                             |                                                       |                                                        |                            |                        |

### Saison 2
| No                                                         | Titre français                                                                  | Titre japonais                                   | Titre japonais                                             | Date de diffusion (VOSTFR) | Date de diffusion (VF) |
| No                                                         | Titre français                                                                  | Kanji                                            | Rōmaji                                                     | Date de diffusion (VOSTFR) | Date de diffusion (VF) |
| ---------------------------------------------------------- | ------------------------------------------------------------------------------- | ------------------------------------------------ | ---------------------------------------------------------- | -------------------------- | ---------------------- |
| 1 (26)                                                     | Prendre père et mère en filature                                                | ちちとははをびこうせよ                           | Chichi to haha o bikō seyo                                 | 7 octobre 2023             | 28 octobre 2023        |
| [Tome 3 - Chapitre EXTRA MISSION:2]                        |                                                                                 |                                                  |                                                            |                            |                        |
| 2 (27)                                                     | Le plan de survie de Bond La leçon en plein air de Damian                       | ボンドの生存戦略 ダミアンの野外学習              | Bondo no seizon senryaku Damian no yagai gakushū           | 14 octobre 2023            | 4 novembre 2023        |
| [Tome 7 - Chapitres 40 + 39]                               |                                                                                 |                                                  |                                                            |                            |                        |
| 3 (28)                                                     | Entre mission et famille Bondman le magnifique Le cœur d'une enfant / Le réveil | 任務と家族 華麗なるボンドマン 子ども心／目覚まし | Ninmu to kazoku Kareinaru Bondoman Kodomo kokoro/Mezamashi | 21 octobre 2023            | 11 novembre 2023       |
| [Tome 7 - Chapitre 41 + Tome 10 - EXTRA MISSION:7 + Omake] |                                                                                 |                                                  |                                                            |                            |                        |
| 4 (29)                                                     | La pâtisserie de la sagesse La tactique de séduction (II)                       | 知恵の甘味 情報屋の恋愛大作戦Ⅱ                   | Chie no kanmi Jōhō-ya no ren'ai dai sakusen Ⅱ              | 28 octobre 2023            | 18 novembre 2023       |
| [Tome 7 - Chapitre 42 + 43]                                |                                                                                 |                                                  |                                                            |                            |                        |
| 5 (30)                                                     | La traversée de la frontière                                                    | 越境作戰                                         | Ekkyōsakusen                                               | 4 novembre 2023            | 25 novembre 2023       |
| [Tome 7 (fin) - Chapitre 44 + Tome 8 - Chapitre 45]        |                                                                                 |                                                  |                                                            |                            |                        |
| 6 (31)                                                     | La croisière de luxe qui donne des frissons                                     | 戦慄の豪華客船                                   | Senritsu no goika kyakusen                                 | 11 novembre 2023           | 2 décembre 2023        |
| [Tome 8 - Chapitre 46 + 47 + 48]                           |                                                                                 |                                                  |                                                            |                            |                        |
| 7 (32)                                                     | À qui peut profiter cette mission ?                                             | 誰がための任務                                   | Dare ga tame no ninmu                                      | 18 novembre 2023           | 9 décembre 2023        |
| [Tome 8 - Chapitre 48 + 49 + 50]                           |                                                                                 |                                                  |                                                            |                            |                        |
| 8 (33)                                                     | La symphonie du paquebot La tisane de ma sœur                                   | 船上の交響曲 姉のハーブティー                    | Senjō no shinfonī Ane no hābutī                            | 25 novembre 2023           | 16 décembre 2023       |
| [Tome 8 (fin) - Chapitre 51 + 52 + 53 + EXTRA MISSION:6]   |                                                                                 |                                                  |                                                            |                            |                        |
| 9 (34)                                                     | Le coup de main qui change le futur                                             | 未来を繋ぐ手                                     | Mirai o tsunagu te                                         | 2 décembre 2023            | 23 décembre 2023       |
| [Tome 9 - Chapitre 54 + 55]                                |                                                                                 |                                                  |                                                            |                            |                        |
| 10 (35)                                                    | La station balnéaire Anya se vante de son week-end                              | リゾートを満喫せよ 休暇自慢                      | Rizōto o mankitsu seyo! Kyūka jiman                        | 9 décembre 2023            | 30 décembre 2023       |
| [Tome 9 - Chapitre 56 + 57]                                |                                                                                 |                                                  |                                                            |                            |                        |
| 11 (36)                                                    | Berlint love Le quotidien de Nocturna                                           | バーリント・ラブ 〈夜帷〉の日常                  | Bārinto rabu <Tobari> no nichijō                           | 16 décembre 2023           | 6 janvier 2024         |
| [Tome 9 - Chapitre 59 + Filler]                            |                                                                                 |                                                  |                                                            |                            |                        |
| 12 (37)                                                    | Un membre de la famille                                                         | 家族の一員                                       | Kazoku no ichiin                                           | 23 décembre 2023           | 13 janvier 2024        |
| [Tome 9 - Chapitre 58]                                     |                                                                                 |                                                  |                                                            |                            |                        |